# Carlos Bravo
Carlos Bravo Expósito (Madrid, 14 de enero de 1993), más conocido como Bravo o La Barba, es un futbolista y actor español que juega en la Unión Deportiva Logroñés de la Segunda Federación.

## Carrera
Es un centrocampista formado en las categorías inferiores del Real Madrid, que llegó a jugar en las filas del Real Madrid C durante la temporada 2011-2012, en el grupo madrileño de la Tercera División.
Más tarde, en el Grupo VII de Tercera División compitió durante seis campañas, en las que militó también en el Colonia Moscardó, AD Parla, Internacional de Madrid durante dos años y CD Móstoles.
Para la temporada 17/18 pasó a formar parte de la Unión Balompédica Conquense, en el grupo XVIII de tercera. Con su nuevo equipo contribuyó de forma decisiva a conquistar el primer puesto de la liga y el ascenso a Segunda B. Así, participó en 36 partidos y aportó 16 goles.
En la temporada 2018-19 se estrenó en Segunda B tras unirse al AD Unión Adarve, en el que jugó el primer tramo de la temporada con el que disputaría 17 partidos marcando seis goles. 
En diciembre de 2018 fichó por la S. D. Ponferradina para regresar al Grupo I de la Segunda División B de España, con la que realizó un gran segunda vuelta de competición logrando el ascenso a la Segunda División de España.
Para la temporada 2019-20 debutaría como jugador profesional en la Segunda División de España con el conjunto del bierzo.
El 5 de octubre de 2020, último día del periodo de fichajes, firmó con la Cultural y Deportiva Leonesa.
El 20 de julio de 2021, firma por el Real Unión de la Primera Federación por dos temporadas.
El 19 de agosto de 2023, firma por el Águilas FC de la Segunda Federación.
El 15 de enero de 2024, firma por la Unión Deportiva Logroñés de la Segunda Federación.

## Clubes
| Club                         | Categoría          | País   | Año         | Partidos | Goles |
| ---------------------------- | ------------------ | ------ | ----------- | -------- | ----- |
| Real Madrid C                | Tercera División   | España | 2011-2012   |          |       |
| Colonia Moscardó             | Tercera División   | España | 2012-2013   |          |       |
| AD Parla                     | Tercera División   | España | 2013-2014   |          |       |
| Inter de Madrid              | Tercera División   | España | 2014-2015   |          |       |
| Inter de Madrid              | Tercera División   | España | 2015-2016   |          |       |
| CD Móstoles URJC             | Tercera División   | España | 2016-2017   |          |       |
| UB Conquense                 | Tercera División   | España | 2017-2018   |          |       |
| Unión Adarve                 | Segunda División B | España | 2018        | 17       | 6     |
| SD Ponferradina              | Segunda División B | España | 2019        | 17       | 5     |
| SD Ponferradina              | Segunda División   | España | 2019 - 2020 | 10       | 0     |
| R. Majadahonda               | Segunda División B | España | 2020        | 3        | 2     |
| SD Ponferradina              | Segunda División   | España | 2020        | 0        | 0     |
| Cultural y Deportiva Leonesa | Segunda División B | España | 2020 - 2021 | 0        | 0     |
| Real Unión de Irún           | Segunda División B | España | 2021 - 2023 |          |       |
| Águilas FC                   | Segunda Federación | España | 2023        |          |       |
| UD Logroñés                  | Segunda Federación | España | 2024 -      |          |       |